# Tito Labieno (storico)
Tito Labieno (in latino Titus Labienus; ... – 12) è stato uno storico romano.

## Biografia
Declamatore e storico, Labieno è noto principalmente da alcune allusioni di Seneca il Vecchio, che ci informa che egli teneva pubbliche recitationes della propria opera davanti ad un folto pubblico, non omettendo gestualità e toni violenti, quasi da comizio:
tutte le classi, si era guadagnato il soprannome di "Rabieno". Aveva certamente un animo grande, pur fra i vizi e impetuoso come la sua
intelligenza, lui che, in mezzo a una pace così assoluta, non aveva ancora deposto gli spiriti pompeiani. Contro di lui per la prima
volta fu escogitata una pena mai sentita: i suoi nemici ottennero, infatti, che tutti i suoi libri venissero dati alle fiamme […] Egli non tollerò l’offesa e non volle sopravvivere al proprio lavoro: diede ordine che lo portassero nella tomba di famiglia e lì lo chiudessero, evidentemente nel timore che il fuoco appiccato alla sua fama fosse invece negato al suo corpo; con le sue mani non solo si uccise, ma si seppellì. Ricordo che una volta, mentre leggeva pubblicamente le sue Storie, riavvolse gran parte del rotolo, dicendo: “Le cose che tralascio qui verranno lette dopo la mia morteǃ”.»
(trad. A. D'Andria)
Le sue Historiae furono accusate di essere eccessivamente filo-pompeiane, ovvero repubblicane: pertanto, Augusto fece sì che il Senato decretasse che le Historiae fossero bruciate (12 d.C.). In seguito a tale decisione, Tito Labieno si suicidò, lasciandosi morire chiuso nella tomba dei suoi avi.
Cassio Severo, suo allievo, aveva imparato l'opera dello storico e, dopo la sua morte, dichiarò che per distruggere l'opera di Labieno bisognava bruciare anche lui: non a caso, Severo fu confinato da Augusto a Creta e poi a Serifo, dove morì nel 32 d.C.

## Historiae
I suoi libri (di cui non resta nulla) davano ampio spazio alla storia contemporanea e osavano denunciare la corruzione dell'élite di governo. Furono fatti bruciare, come detto, dal Senato sotto Augusto. Tuttavia, se ne salvarono copie, probabilmente grazie al già citato Cassio Severo, visto che risulta che l'opera di Labieno fu ripubblicata per ordine di Caligola.